# Sikorsky UH-60 Black Hawk
UH-60 Black Hawk – średni wielozadaniowy amerykański śmigłowiec transportowy i wsparcia piechoty zbudowany przez Sikorsky Aircraft Corporation. Maszyna jest napędzana dwoma turbowałowymi silnikami poruszającymi jeden wirnik nośny.
UH-60 był maszyną, która została wytypowana jako zwycięzca konkursu ogłoszonego przez Armię Stanów Zjednoczonych na początku lat 70 XX wieku na następcę śmigłowca Bell UH-1 Huey. Do ostatecznego przetargu dopuszczono dwie maszyny: YUH-60A, oznaczonego nazwą fabryczną S-70 i Boeing Vertol YUH-61, konkurencyjną maszynę, która przegrała z konstrukcją wytwórni Sikorsky.
Na bazie UH-60 powstała wersja morska śmigłowca dla US Navy Sikorsky SH-60 Seahawk, ogółem wyprodukowano ponad 4000 maszyn rodziny S-70 i H-60.

## Historia
Śmigłowce serii UH-1 Huey wykorzystywano w US Army podczas wojny w Wietnamie, ale gdy konflikt ten zaczynał przybierać coraz większe rozmiary w połowie lat 60 XX w. dowództwo armii zdecydowało o zastąpieniu go nowocześniejszą maszyną. Na początku następnej dekady uznano program nowego śmigłowca za priorytetowy, ogłaszając w styczniu 1972 program Utility Tactical Transport Aircraft System (UTTAS) – system taktycznego transportu powietrznego. Założeniem programu była budowa śmigłowca o znacznie lepszych parametrach lotnych, niższych kosztach utrzymania i większej przeżywalności na polu walki.
W sierpniu do finału konkursu dotarły dwa typy maszyn, Boeing Vertol YUH-61 i Sikorsky YUH-60. Każdy z producentów przygotował po dwa egzemplarze śmigłowców do testów naziemnych i po trzy do prób w locie. Wśród maszyn przedstawionych przez Sikorskyego znalazły się śmigłowce zbudowane na bazie transportowych S-61 i S-65, oraz bojowego S-67.
Pierwszy spełniający wymagania UTTAS śmigłowiec wytwórni Sikorsky Aircraft oznaczony fabrycznie jako S-70, a przez wojsko jako YUH-60A został oblatany 17 października 1974 roku, a konkurencyjna maszyna YUH-61 29 listopada tego samego roku. Wiosną 1976 testowanie maszyn rozpoczęło wojsko.
Podczas testów wydarzył się wypadek śmigłowca YUH-60A, który spadł na zalesiony teren niedaleko Fort Campbell, w stanie Kentucky. Maszyna wykazała się doskonałą wytrzymałością, gdyż po wymianie zniszczonych łopat wirnika głównego wystartowała i o własnych siłach doleciała do bazy, gdzie poddano ją tylko drobnym naprawom. Wynik konkursu na nowy śmigłowiec armii ogłoszono 23 grudnia 1976, a jego zwycięzcą została maszyna Sikorskyego. Niezwłocznie podpisano kontrakt na dostawę jeszcze trzech maszyn prototypowych YUH-60A i piętnastu śmigłowców serii informacyjnej UH-60A Black Hawk. Później zamówienia rozszerzono o kolejne maszyny.
Pierwszy lot maszyny produkcyjnej miał miejsce 17 października 1978 roku, cztery lata po oblataniu prototypu. W czerwcu 1979 śmigłowce weszły do służby w 101 Dywizji Powietrznodesantowej. Pierwsza operacją wojskową maszyn była amerykańska interwencja na Grenadzie w 1983 roku. Podczas operacji jedna z maszyn UH-60 dowiodła swej niezawodności wracając do bazy z 45 przestrzelinami kadłuba, dwoma w wirniku głównym i jedną w wirniku ogonowym. Innym razem Black Hawki przetrwały ostrzał ogniem artylerii przeciwlotniczej, przy którym śmigłowce UH-1 Huey nie miałyby żadnych szans. Kolejną operacją bojową z użyciem Black Hawków była amerykańska inwazja na Panamę w 1989.

## Opis konstrukcji

### UH-60A Black Hawk
Śmigłowiec UH-60A jest maszyną zbudowaną w konwencjonalnym układzie z jednym wirnikiem nośnym napędzanymi dwoma silnikami turbowałowymi General Electric T700-GE-700 o mocy 1560 KM (1165 kW) każdy i z wirnikiem ogonowym. Jednostki napędowe mogą pracować przez 30 minut przy całkowitym braku smarowania. Dodatkowo, między silnikami zainstalowano pomocniczą jednostkę mocy APU Solar T62T-40-1 o mocy 100 KM (75 kW), która jest wykorzystywana do wspomagania rozruchu silników głównych i jako źródło energii na ziemi.
Śmigłowiec posiada klasyczne podwozie kołowe, będące jednocześnie amortyzatorami absorbującymi energię podczas awaryjnego lądowania. Opcjonalnie istnieje możliwość montażu na koła płóz ułatwiających lądowanie na śniegu lub grząskim podłożu. Zainstalowane w kadłubie zbiorniki są opancerzone i odporne na uszkodzenie podczas twardego lądowania.
Zarówno wirnik główny, jak i ogonowy posiadają po cztery łopaty zdolne wytrzymać trafienie pociskiem kalibru 23 mm. Łopaty wirnika głównego wykonano z tytanu, pokrytego włóknem szklanym i wypełnionych kompozytem o strukturze plastra miodu. Krawędzie natarcia wykonano z niklu. Wirnik ogonowy zbudowany z grafitowo-epoksydowych materiałów kompozytowych został zainstalowany pod kątem 20 stopni do pionu po prawej stronie płetwy ogonowej, tuż nad statecznikiem poziomym.
Zgodnie ze specyfikacją UTTAS śmigłowiec musi posiadać możliwość zmieszczenia się na pokładzie samolotu transportowego, dlatego łopaty wirnika głównego mogą być ręcznie złożone wzdłuż kadłuba. W przestrzeni ładunkowej samolotu transportowego Lockheed C-130 Hercules mieści się jeden śmigłowiec Black Hawk, a w ładowni Lockheed C-5 Galaxy sześć takich maszyn.
Załogę UH-60A stanowi dwóch pilotów i mechanik, będący jednocześnie strzelcem pokładowym. Fotele wszystkich członków załogi są opancerzone. W przestrzeni ładunkowej Black Hawka może się zmieścić 11 żołnierzy z pełnym wyposażeniem, ale możliwe jest przewiezienie 20 osób. Na znajdującym się pod kadłubem maszyny haku można podwiesić ładunek o masie 3630 kilogramów i może to być haubica M102 kalibru 105 mm z zapasem 30 sztuk amunicji, lub samochód terenowy Humvee. Po obu stronach kadłuba maszyny znajdują się odsuwane do tyłu drzwi wyposażone w podwójne okienka.
Na podstawie doświadczeń z użytkowania śmigłowców Bell UH-1H zdecydowano się na umieszczenie uzbrojenia strzeleckiego w okienkach tuż za kabiną pilotów, a nie w drzwiach maszyny, gdzie znacznie przeszkadzało w jak najszybszym opuszczeniu maszyny przez żołnierzy. Początkowo uzbrojenie stanowiły dwa karabiny maszynowe M60D, ale później zamieniono je na dwa sześciolufowe M134 Minigun. Obecnie znajdujące się na wyposażeniu armii amerykańskiej śmigłowce Black Hawk są przezbrajane w karabiny M240.
W trakcie użytkowania śmigłowca wprowadzono wiele modyfikacji i usprawnień. W 1982 rozpoczęto próby z systemem ESSS (External Stores Support System) – system zewnętrznych uchwytów transportowych, mających postać wykonanych z grafitowo-epoksydowych materiałów kompozytowych skrzydełek przeznaczonych do powieszenia czterech dodatkowych zbiorników paliwa, lub uzbrojenia o masie 4534 kg. Głównym celem opracowania systemu ESSS była konieczność zapewnienia maszynie wystarczającej ilości paliwa do przelotu przez Ocean Atlantycki. Na wewnętrznych (bliższych kadłuba) uchwytach można podwiesić zbiorniki o pojemności po 1705 litrów, a na zewnętrznych po 872 litry co zwiększa zasięg maszyny do 2130 km. Zamiast zbiorników można podwiesić zasobniki z niekierowanymi lub kierowanymi pociskami rakietowymi, działkami lub wyrzutnikami min. Początkowo po wprowadzeniu systemu na początku 1986 roku powodował on pewną niedogodność, blokując pole ostrzału zainstalowanej za kabiną pilotów broni, dlatego dodano możliwość odrzucania skrzydełek w razie potrzeby. Później problem ten rozwiązano zmieniając ich kształt, tak że zyskały one formę krótkich belek i nową nazwę ETS (External Tank System) – system zbiorników zewnętrznych. Belki systemu ETS umożliwiają przenoszenie tylko dwóch zbiorników paliwa i bardzo rzadko montuje się na nich uzbrojenie.
Poza zadaniami transportowymi UH-60A Black Hawk stanowi doskonałą platformę do budowy śmigłowca ewakuacji medycznej MedEvac. W tym celu zmodyfikowano maszynę tak, aby można było zainstalować cztery pary noszy na obrotowej podstawie, co ułatwia umieszczanie rannych. Pozostawiono tylko trzy siedzenia dla lżej rannych lub personelu medycznego, zainstalowano dodatkowe oświetlenie i uchwyty do butli z tlenem i pojemników np. z krwią czy plazmą.
W celu zwiększenia przeżywalności śmigłowca na polu walki, zastosowano rozpraszacze spalin, które zmniejszają prawdopodobieństwo trafienia pociskami naprowadzającymi się na źródło ciepła, oraz wyrzutniki pułapek termicznych i pasków folii aluminiowej zakłócających systemy naprowadzania pocisków rakietowych. Dodatkowo nad kabiną pilotów i na goleniach podwozia głównego zainstalowano urządzenia do przecinania kabli. Łącznie zbudowano 974 śmigłowce UH-60A, które dostarczono do 1989 roku.

### UH-60L Black Hawk
Kolejną wersją Black Hawka był ulepszony UH-60L wyposażony w mocniejsze silniki T700-GE-701C o mocy 1900 KM (1417 kW) i wzmocnioną przekładnię główną zdolną przenieść moment obrotowy na wirnik. Dzięki temu maksymalny udźwig w wersji Lima wzrósł z 3600 kg do 4100 kg. Wszystkie modyfikacje wprowadzane sukcesywnie podczas eksploatacji śmigłowców poprzedniej wersji stały się standardem w nowszym UH-60L. Maszyny te zostały również wyposażone w automatyczny system kontroli lotu taki sam, jak w morskiej wersji śmigłowca Sikorsky SH-60 Seahawk.

### UH-60M Black Hawk
Aktualnie produkowana od 2006 wersja dla zastąpienia UH-60A i UH-60L w służbie United States Army. Wersje M wyposażono w nowy komputer, szklany kokpit, silniki T700-GE-701D o mocy 2039 KM (1500 kW) i unowocześnione łopaty wirnika głównego. Początkowo planowano modernizacje posiadanych śmigłowców, ale ostatecznie zdecydowano się na budowę całkiem nowych wiropłatów. Zaplanowano produkcję łącznie 1375 UH-60M dla United States Army. W 2015 roku cena jednostkowa UH-60M dla USA wynosiła ok. 17 mln USD.

### UH-60V Black Hawk
19 stycznia 2017 oblatano prototyp UH-60V, zmodernizowanej wersji śmigłowca UH-60L. W 2014 roku firma Northrop Grumman podpisała z US Army kontrakt na modernizację śmigłowców UH-60L polegającą na wymianie analogowej awioniki na nowy cyfrowy kokpit. Zaplanowano przebudowę 760 UH-60L, aby pozostały w służbie po 2030 roku. Dostawy rozpoczęto we wrześniu 2020 r.

### S-70i Black Hawk International

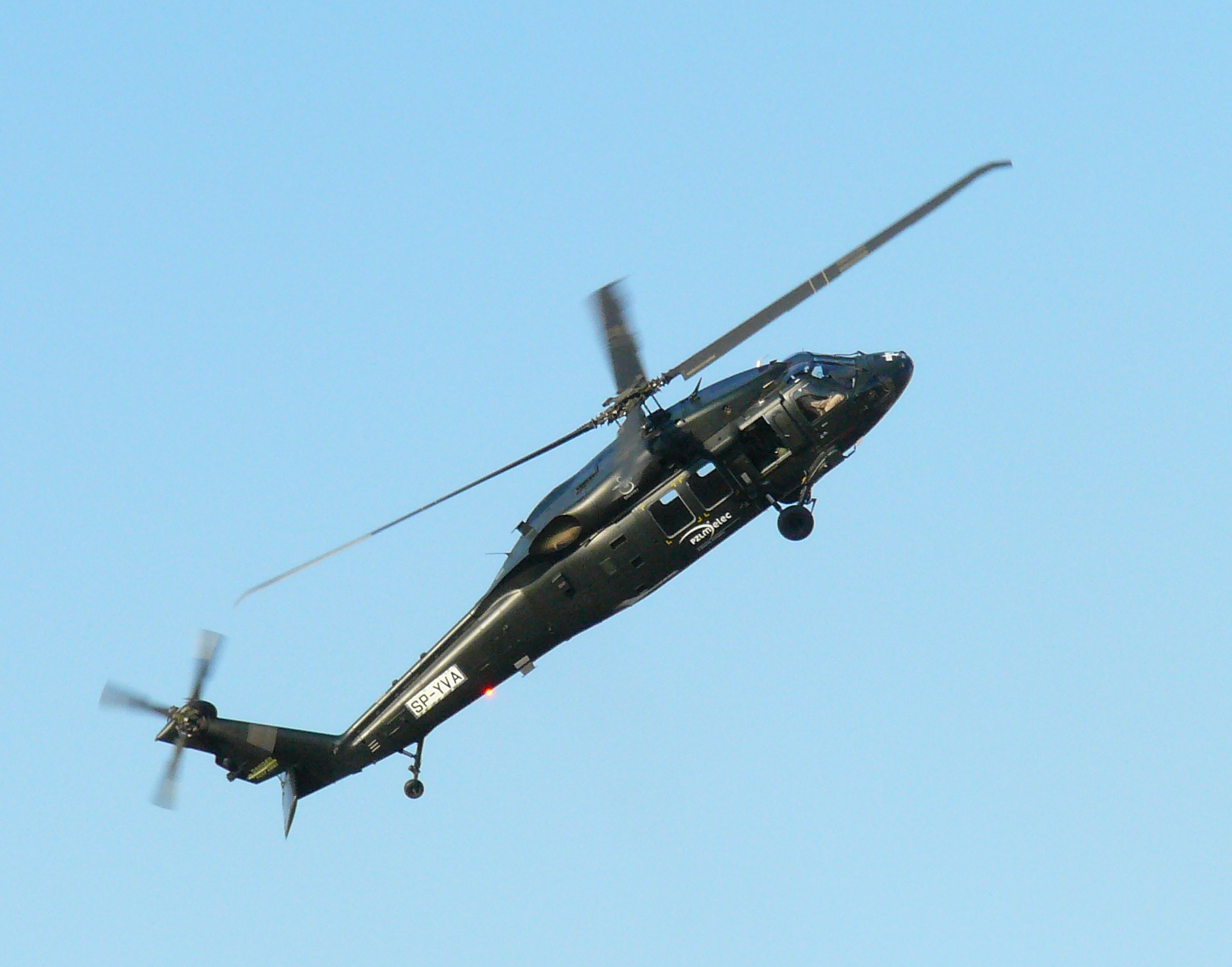
S-70i "BlackHawk" produkowany w Mielcu, 2013

16 marca 2007 – wytwórnia Sikorsky Aircraft Corporation nabyła zakłady PZL Mielec z zamiarem rozpoczęcia produkcji międzynarodowej wersji śmigłowca S-70i Black Hawk. 12 marca 2009 ukończono pierwszą kabinę, montaż pierwszego kompletnego śmigłowca rozpoczęto 17 sierpnia 2009, a 15 marca 2010 miała miejsce oficjalna prezentacja maszyny. 1 lipca 2010 roku, w centrum badawczym Sikorsky Aircraft w West Palm Beach na Florydzie dokonano oblotu śmigłowca.
S-70i nie jest certyfikowany na rynek cywilny, ale odmianą UH-60M Black Hawk oferowaną na eksport. W porównaniu do UH-60M jest lżejszy o ok. 500 kg przez brak wyposażenia zastrzeżonego dla amerykańskich sił zbrojnych. Część systemów jak urządzenia łączności i GPS zastąpiono urządzeniami bez ograniczeń eksportowych. Oba śmigłowce napędzają te same silniki, ale w S-70i zastosowano układ sterowania z T700-GE-701C. Wirnik główny S-70i pochodzi z wersji UH-60L. Śmigłowce wykorzystują wspólną awionikę z czterema wyświetlaczami ciekłokrystalicznymi, ale w wersji S-70i została uproszczona. Pozostałe elementy struktury wiropłatu i układ dynamiczny są wspólne, a PZL Mielec produkuje elementy tj. kabiny, pylon, stożek ogonowy do UH-60M. 
Pierwszym odbiorcą wersji S-70i w 2011 roku było MSW Arabii Saudyjskiej, które odebrały trzy sztuki, a jeden śmigłowiec trafił do meksykańskiej policji. W 2013 roku siedem sztuk dostarczono do kolumbijskiej armii, w tym dwa z systemem HTAWS ostrzegający o zbliżającym się terenie a pod koniec 2013 przekazano cztery z dwunastu S-70i zamówionych przez Brunei. Pod koniec 2014 dostarczono cztery śmigłowce dla tureckiej policji. W grudniu 2016 roku Chile zamówiło sześć śmigłowców. Po trzy sztuki dostarczono 23 lipca i 12 października 2018 roku. Jordania odebrała trzy S-70i. W 2017 roku Hrabstwo Los Angeles zamówiło dwa S-70i w konfiguracji gaśnicznej. W marcu 2019 roku Filipiny zamówiły 16 sztuk S-70i o wartości około 240 mln USD dla sił powietrznych w celu zastąpienia Bell UH-1H. W grudniu 2022 Filipiny zamówiły dalsze 32 S-70i o wartości ok. 630 mln USD.
W 2011 roku Turcja wybrała śmigłowiec S-70i na przyszły śmigłowiec wielozadaniowy dla Sił Zbrojnych Turcji i sił porządkowych w ramach programu Turkish Utility Helicopter Program (TUHP). Kontrakt o wartości 3,5 mld USD na zakup 109 śmigłowców T70 z opcją na 191 sztuk podpisano w 2014 roku. W 2016 roku podpisano umowę na produkcję licencyjną w Turcji między Sikorsky i odpowiedzialnymi za montaż w Turcji Turkish Aerospace Industries (TAI) oraz tureckimi przedsiębiorstwami Aselsan, TEI i Alp Aviation. Śmigłowiec docelowo ma składać się w 67% z części produkowanych lokalnie. 22 czerwca 2016 roku zaprezentowano prototyp śmigłowca T70 wyprodukowany przez PZL Mielec. Śmigłowiec dostarczono do Turcji w lutym 2017 w celu zamontowania nowej awioniki Aselsana.
Między 18 i 20 maja 2017 Lockheed Martin i Taqnia podpisali list intencyjny dotyczący utworzenia joint venture z planem budowy w Arabii Saudyjskiej linii finalnego montażu śmigłowców S-70i Black Hawk oraz dostaw 150 sztuk śmigłowców S-70i.
Śmigłowiec jest oferowany wyłącznie poprzez Direct Commercial Sales (DCS), a więc przez producenta bez udziału rządu USA i Departamentu Obrony, jak w przypadku UH-60M sprzedawanego wyłącznie za pośrednictwem Foreign Military Sales (FMS).
W grudniu 2021 roku FAA wydała certyfikat zdatności do lotu dla wersji cywilnej S-70i oznaczonej S-70M. Siedem S-70M dostarczono pod koniec 2023 roku dla Ministerstwa Spraw Wewnętrznych Rumunii.

## Wersje specjalne śmigłowców Black Hawk

### UH-60Q Black Hawk
Pomimo możliwości wykorzystania standardowego UH-60 w wersji A i L jako śmigłowca ewakuacji medycznej armia amerykańska zamówiła specjalizowaną wersję maszyny przystosowaną do wykonywania zadań MedEvac oznaczoną jako UH-60Q. Tak jak w standardowych wersjach UH-60A/L znalazło się w nich miejsce dla noszy i personelu medycznego, ale sposób aranżacji wnętrza jest znacznie bardziej dopasowany do zadań śmigłowca medycznego. W przestrzeni ładunkowej znalazło się miejsce na większą ilość sprzętu medycznego, na dziobie zainstalowano kamerę obserwacji w podczerwieni FLIR przydatną do wykonywania zadań w nocy i przy ograniczonej widoczności, oraz wyciągarkę linową o znacznie większym udźwigu niż stosowanych w śmigłowcach UH-60A/L. Ostatnio armia amerykańska modernizuje śmigłowce UH-60Q do standardu HH-60L, ale szczegóły techniczne i charakter zmian nie jest jeszcze dokładnie znany.

### MH-60 Velcro Hawk
Dla potrzeb Armii Stanów Zjednoczonych przebudowano 30 maszyn wersji UH-60A do wykonywania operacji specjalnych i oznaczono nowym symbolem MH-60A. Modyfikacje polegały na dodaniu:
- długiej sondy do tankowania w powietrzu,
- rozpraszaczy spalin HIRSS ograniczających emisję ciepła,
- dodatkowego zbiornika paliwa o pojemności 443 litrów zainstalowanego w tylnej części kabiny,
- wieżyczki z kamerą FLIR na dziobie maszyny,
- systemu nawigacyjnego dalekiego zasięgu OMEGA,
- środków przeciwdziałania namierzeniu przez pociski naprowadzane termicznie i radarowo,
- dostosowanie kokpitu do standardu NVG (night vision goggle),
- dwóch karabinów maszynowych Minigun po obu stronach śmigłowca.

Ze względu na to, że wiele z powyższych zmian wprowadzonych do śmigłowca UH-60A miało charakter prowizorycznych, maszyna zyskała nazwę Velcro Hawk (od Velcro, czyli rzep). Ostatecznie maszyny te zostały zastąpione przez zbudowane na platformie UH-60L śmigłowce MH-60L Velcro Hawk i trafiły do Gwardii Narodowej Stanów Zjednoczonych. Kilka maszyn UH-60L zostało wyposażonych w skrzydełka systemu ETS lub ESSS na których można było podwiesić działka kalibru 30 mm lub zasobniki z niekierowanymi pociskami rakietowymi. Tak wyposażone maszyny oznaczono jako MH-60L Direct Action Penetrator w skrócie DAP.

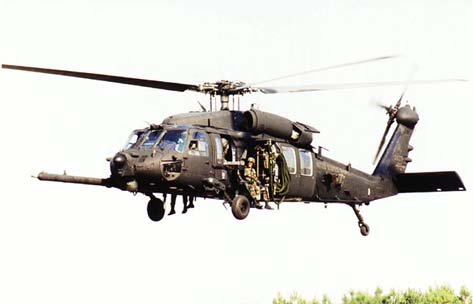
MH-60K Black Hawk

Maszyny te miały były śmigłowcami przejściowymi poprzedzającymi wprowadzenia dedykowanej wersji MH-60K Black Hawk. MH-60K jest w prostej linii następcą MH-60L, ale z nowocześniejszą i znacznie bardziej złożoną awioniką i systemami nawigacyjnymi. Dodano między innymi system automatycznego pilota ze śmigłowca Seahawk, oraz doskonalsze systemy łączności i przeciwdziałania pociskom rakietowym nieprzyjaciela. Dodano zewnętrzną wyciągarkę linową, a tylny stabilizator poziomy zamieniono na składany tak jak w śmigłowcach Seahawk. Maszyna została również wyposażona w hamulec wirnika i pokładową wytwornicę tlenu.
W drzwiach maszyny zainstalowano karabiny maszynowe kalibru 12,7 mm o znacznie mniejszej szybkostrzelności niż Minigun, ale o większym zasięgu i mocy pocisków. Dodano również możliwość przenoszenia pocisków rakietowych AIM-92 Stinger i AGM-114 Hellfire.

### YEH-60B SOTAS
Zbudowany na zamówienie armii amerykańskiej na platformie UH-60A śmigłowiec YEH-60B SOTAS (od ang. skrótu Stand Off Target Acquisition System) został oblatany w lutym 1981 roku. Głównym jego zadaniem było rozpoznanie pola walki przy pomocy systemu radarowego Motorola SOTAS, którego najważniejszą i najbardziej charakterystyczną częścią była duża prostokątna antena zawieszona pod kadłubem śmigłowca. Podczas pracy podwozie maszyny, dłuższe niż w standardowych śmigłowcach UH-60, częściowo się składało umożliwiając obracanie się anteny radaru pod kadłubem. Ostatecznie armia doszła do porozumienia z amerykańskimi siłami powietrznymi i zdecydowała się na charakteryzujący się znacznie większymi możliwościami system Northrop Grumman E-8 Joint STARS rezygnując z systemu SOTAS już w sierpniu 1981 roku.

### EH-60 Quick Fix
Zbudowany na potrzeby armii amerykańskiej na bazie UH-60A śmigłowiec walki elektronicznej wyposażony w system Quick Fix IIB, od którego pochodzi również nazwa kodowa śmigłowca. Głównym zadaniem maszyny było namierzanie, monitorowanie i zakłócanie transmisji radiowych przeciwnika. Początkowo armia planowała zainstalowanie systemu Quick Fix na pokładzie śmigłowca UH-1H Huey, ale ze względu na jego zbyt mały udźwig zrezygnowano z tego pomysłu.
Do 1988 przebudowano 66 śmigłowców UH-60A do standardu EH-60C. Pod koniec lat 90 XX w. wprowadzono unowocześnioną wersję śmigłowca EH-60L Advanced Quick Fix zbudowaną na bazie wyposażonego w mocniejsze silniki i nowocześniejszą awionikę śmigłowca UH-60L.
Cechami odróżniającymi śmigłowce EH-60 od standardowych Black Hawków jest zestaw anten zewnętrznych, dwóch długich dipoli po bokach belki ogonowej i zainstalowanej pod nią długiej przegubowej anteny rozkładanej podczas lotu. Załogę poza dwoma pilotami stanowi dwóch operatorów systemów elektronicznych. Urządzenia pokładowe umożliwiają przesyłanie danych wywiadowczych przy pomocy łącza danych Data Link do stacji naziemnych lub innych maszyn.

### VH-60N Presidential Hawk

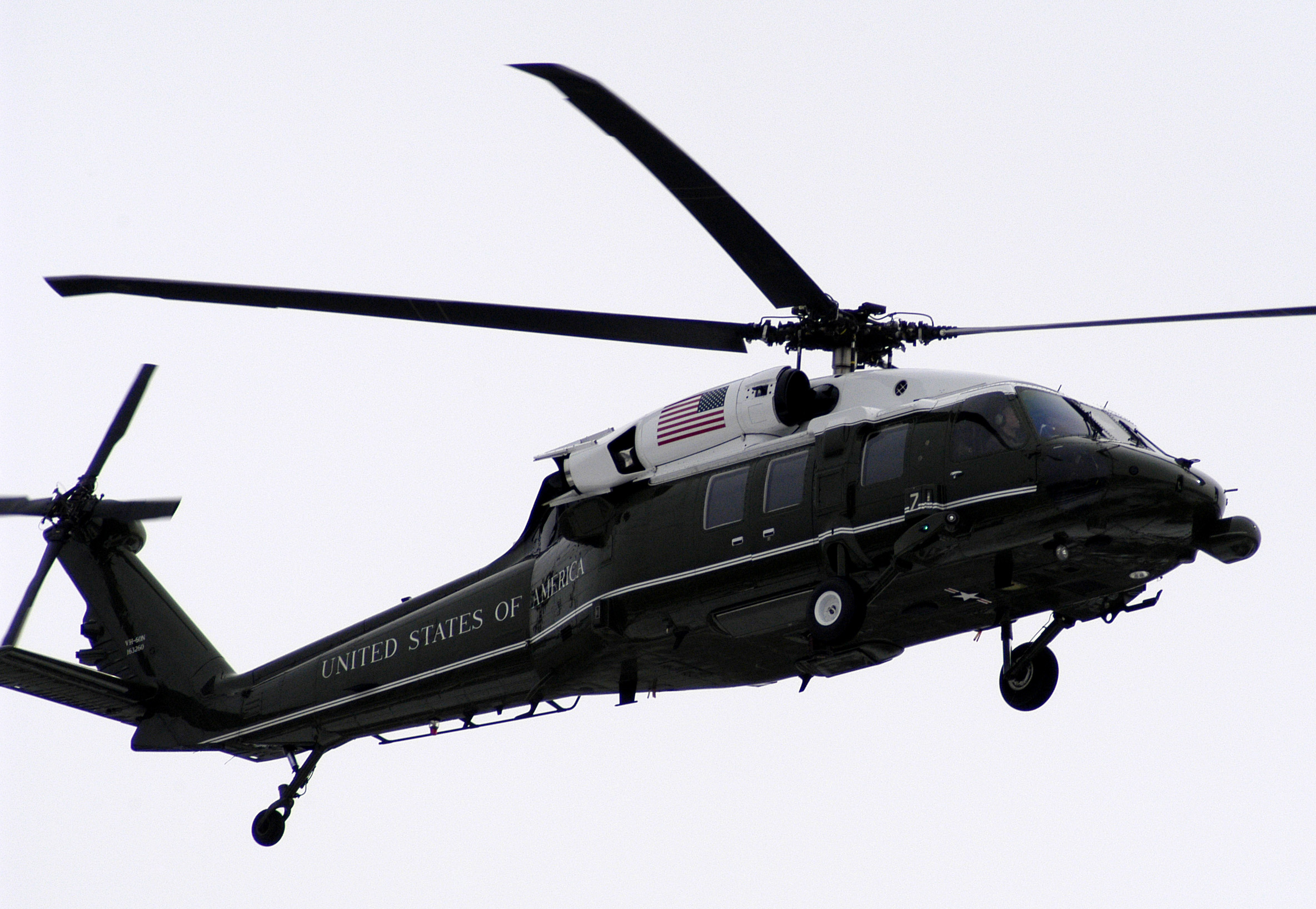
Prezydencki VH-60

Dziewięć maszyn UH-60A przebudowano w 1998 do zadań przewozu VIP. Maszyny wyposażono w system automatycznej kontroli lotu, taki sam, jak w bliźniaczym Seahawku, nowocześniejszą, zabezpieczoną przed działaniem impulsów elektromagnetycznych awionikę, radar pogodowy w kulistej osłonie na dziobie, rozpraszacze spalin i systemy przeciwdziałania namierzeniu przez wrogie pociski rakietowe. Wnętrze zostało wyciszone i luksusowo wyposażone. Głównym operatorem śmigłowców jest bazująca w Quantico w stanie Wirginia jednostka piechoty morskiej HMX-1 odpowiedzialna za transport prezydenta i członków jego gabinetu, dlatego maszyny te noszą nazwę prezydenckich jastrzębi (ang. Presidential Hawk). Śmigłowiec z prezydentem na pokładzie jest oznaczany kryptonimem Marine One. Śmigłowce VH-60N są jedynymi Black Hawkami znajdującymi się na wyposażeniu amerykańskiej piechoty morskiej.

### MH-60G i HH-60G Pave Hawk

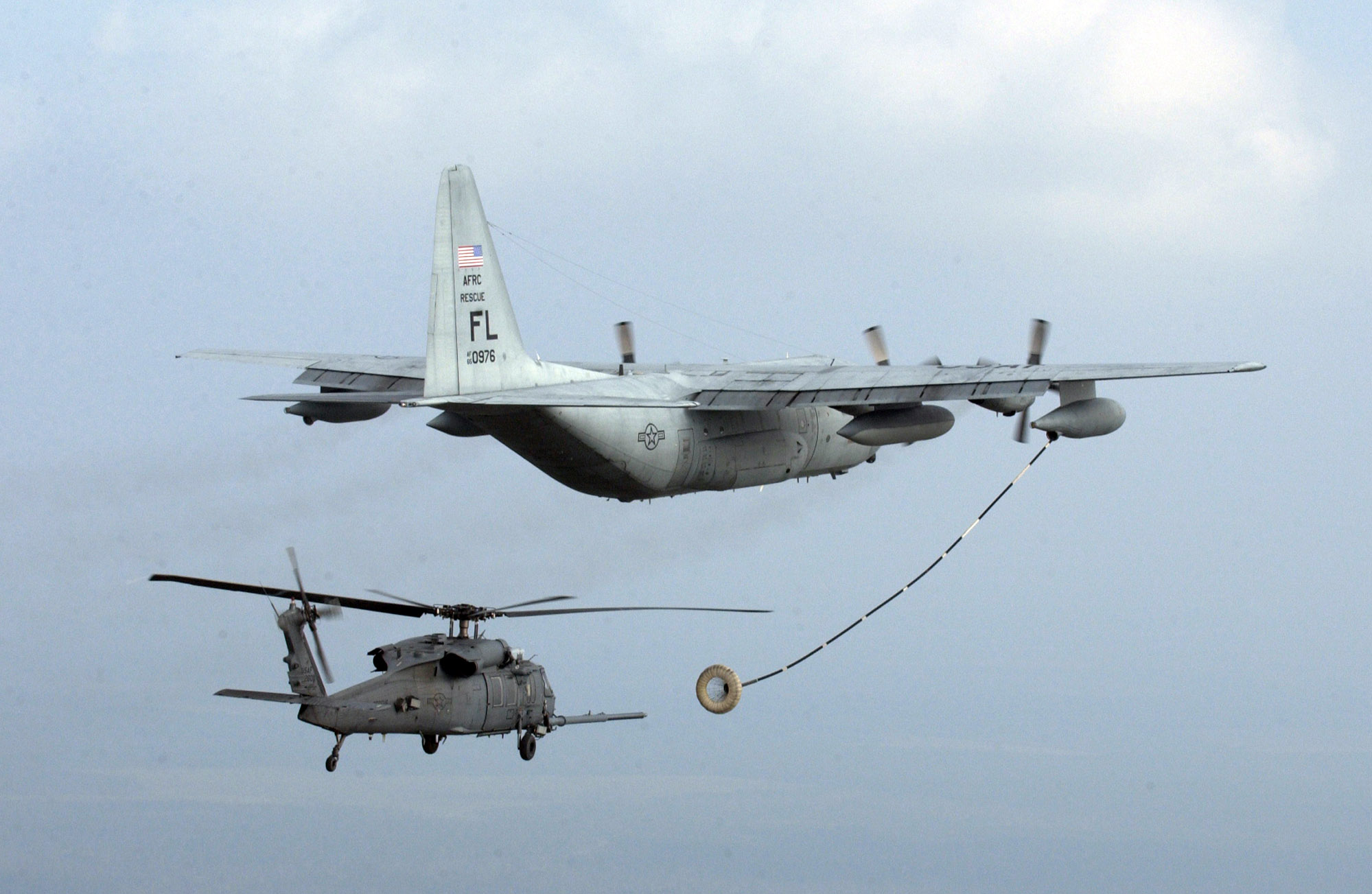
Tankowanie w locie śmigłowca HH-60 Pave Hawk

Na początku lat 80 XX w. Siły Powietrzne Stanów Zjednoczonych postanowiły wymienić stare HH-3E Jolly Green Giant i HH-1 Huey na nowocześniejsze śmigłowce zdolne pełnić zadania SAR, oraz CSAR (Combat Search and Rescue) (ratowanie żołnierzy na terytorium wroga).
Na bazie maszyny UH-60A zbudowano maszynę oznaczoną jako MH-60D podobnej do MH-60K, z sondą do tankowania w powietrzu, zmodyfikowanym uzbrojeniem, nowocześniejszą awioniką itd. Później w ramach trzystopniowego programu modyfikacji śmigłowca przebudowano je do konfiguracji MH-60G Pave Hawk. Ze 180 maszyn przewidzianych do modyfikacji przebudowano tylko 98, które skierowano do pełnienia zadań specjalnych, pozostałe 82 śmigłowce przemianowano na HH-60G Pave Hawk i przeznaczono w październiku 1991 do zadań CSAR.

### S-70C-1/1A/6 Blue Hawk
Wersja śmigłowca dostarczona od 1986 do Sił Powietrznych Republiki Chińskiej oraz przystosowana do zadań poszukiwawczo-ratowniczych.

## Użytkownicy śmigłowców Black Hawk
Śmigłowce rodziny UH-60 Black Hawk / SH-60 Seahawk, według stanu na 2022 r., są wykorzystywane w ponad 30 krajach świata.
Do końca 2022 r. trafiły lub oczekują na dostawy do takich krajów, jak: Afganistan, Albania, Arabia Saudyjska, Australia, Austria, Bahrajn, Brazylia, Brunei, Chile, Chińska Republika Ludowa, Chorwacja, Dania, Filipiny, Grecja, Hiszpania, Indie, Izrael, Japonia, Jordania, Kolumbia, Korea Południowa, Litwa, Łotwa, Meksyk, Singapur, Słowacja, Szwecja, Tajlandia, Tajwan, Tunezja, Turcja, Wielka Brytania (dla Hongkongu) i Zjednoczone Emiraty Arabskie, a także, do zastosowań cywilnych, do krajów: Argentyna, Egipt, Malezja, Maroko i Rumunia.
- Afganistan - w 2016 roku Stany Zjednoczone Ameryki zdecydowały dostarczyć Afgańczykom do 159 szt. wycofanych z eksploatacji UH-60A. Śmigłowce po remontach i wyminie silników na T700-GE-701C przemianowano na UH-60A+[39]. Black Hawki uzupełniły rosyjskie Mi-17W-5, które USA zakupiły bezpośrednio od Rosji[40] Dostawy rozpoczęto w 2017 roku. W 2020 roku liczbę UH-60A dla Afganistanu zredukowano do 53 sztuk[41]. Przed obaleniem władz w sierpniu 2021 r. dostarczono kilkanaście. Kilka wylądowało w Uzbekistanie[42].
- Australia (Australian Army) – w latach 1987–1991 odebrano 39 S-70A-9, w tym 38 zmontowano na licencji[15]. Pierwotnie zastąpione przez NHI NH90. W 2023 r. Australia zdecydowała o zakupie za 1,95 mld USD 40 szt. UH-60M dla zastąpienia MRH-90[43].
- Austria (Österreichische Luftstreitkräfte) – od 2002 roku dostarczono dziewięć S-70A-42 (UH-60L)[38], stając się pierwszym europejskim użytkownikiem UH-60. W 2013 wpłynęło zapytanie o dalsze trzy UH-60M[44], które ostatecznie zostały zakupione od Jordańskich Sił Powietrznych[45].
- Arabia Saudyjska - W 1990 dostarczono 13 S-70A-1, w tym jeden dla VIP, śmigłowce oznaczono Desert Hawk. W latach 1991–1992 dostarczono dalsze osiem S-70A-1L w wersji ewakuacji medycznej. W 1991 r. przekazano osiem UH-60A z zasobów US Army. W latach 2010–2012 dostarczono 24 UH-60L, a 13 starszych śmigłowców zmodernizowano do tej wersji. W 2011 roku do saudyjskiego Ministerstwa Spraw Wewnętrznych dostarczono trzy S-70i[46]. W 2017 roku w Jemenie zestrzelono saudyjski UH-60L[47]. W 2018 roku zamówiono 17 UH-60M dla wojsk lądowych i gwardii narodowej[48]. W 2021 r. zamówiono 25 UH-60M dla gwardii narodowej[49].
- Argentyna - w 1994 zakupiono jeden S-70A-30 dla VIP[15].
- Bahrajn (RBAF) – w 1991 zakupiono jeden śmigłowiec UH-60L w wersji dla VIP. W 2010 dostarczono osiem UH-60M. Bahrajn był ich pierwszym nabywcą eksportowym[38].
- Brunei - w 1986 zakupiono dwa S-70A-14 w wersji dla VIP, a w latach 1996–1998 dołączyły do nich cztery wojskowe S-70A-33 (UH-60L). W 2013 rozpoczęto dostawy 12 S-70i[50]. W 2015 poinformowano, że cztery S-70A otrzyma Malezja jako dar[51].
- Brazylia
  - (Exército Brasileiro) – w 1997 dostarczono cztery S-70A-36 (UH-60L) dla misji MOMEP na granicy Peru i Ekwadoru.
  - (Força Aérea Brasileira) – od 2006 dostarczono sześć UH-60L do zadań SAR i zadań specjalnych. W 2009 zamówiono kolejne dziesięć UH-60L, dostarczone 2011-2012.
- Chile (Fuerza Aérea de Chile) – W 1998 roku zakupiono jeden śmigłowiec oznaczony S-70A-39. W grudniu 2016 roku Chile zamówiło sześć śmigłowców wielozadaniowych S-70i Black Hawk[21] w wersji do operacji specjalnych, misji combat SAR i niesienia pomocy humanitarnej[52]. Wartość umowy wyniosła 180 mln USD. Wszystkie dostarczono w 2018 roku[22].
- Chiny - w latach 1987–1989 dostarczono 24 S-70C-2[15][38].
- Chorwacja - cztery UH-60M od 2022 r., pierwsza para 25 maja 2022 r.[53], ostatnie dwa 8 grudnia 2022 r. Dwie sztuki przekazał rząd USA, dwa zakupiła Chorwacja na podstawie umowy z 2018 r.[54]
- Egipt (EAF) – w latach 1988–2002 dostarczono sześć S-70A-21, w tym dwa dla VIP[38].
- Filipiny (PAF) – w 1984 dostarczono dwa S-70A-5 dla VIP, jeden utracono[38]. Od sierpnia 2020 do października 2021 r. dostarczono 16 S-70i[55]. 23 czerwca 2021 rozbił się jeden S-70i[56]. Dalsze 32 S-70i zamówione.
- Hongkong - od 1992 do 1993 RHKAAF podległe Royal Air Force posiadały trzy S-70A-27, od 1993 latały w jednostce rządowej GFS, wykorzystywano je do 2002, gdy zwrócono je producentowi, zastąpiły je AS332L2 Super Puma[38].
- Izrael (IAF) – w 1994 dostarczono 10 UH-60A z nadwyżek US Army, śmigłowce otrzymały nazwę Yanshuf. Od 1999 dostarczono 15 S-70A-50. Są to odpowiedniki UH-60L, ale z dodatkowymi izraelskimi systemami łączności i samoobrony oraz wyciągarką z HH-60G. Część śmigłowców na miejscu wyposażono także w instalację do tankowania w locie[57]. Od 2002 dostarczono dalsze 35 transportowych S-70A-55[15].
- Japonia - w latach 1990–2013 Mitsubishi Heavy Industries wyprodukowało na licencji 67 UH-60J i UH-60JA (S-70A-12) do celów transportowych i ratowniczych[15], wyprodukowano także 103 śmigłowce w odmianie morskiej SH-60J/K.
- Jordania (RJAF) – w 1986 roku dostarczono trzy UH-60A, w 2007 roku osiem UH-60L, a w 2010 roku jednego UH-60M dla VIP[15]. W 2016 roku USA przekazały osiem używanych UH-60A[58]. Do 2018 roku Jordania otrzymała 12 UH-60M sfinansowanych przez USA oraz trzy S-70i[59].
- Kolumbia - ze środków pomocowych na zwalczanie przestępczości narkotykowej w kilkunastu partiach od 1987 do 2013 dostarczono około 86 UH-60L (S-70A-41) i uzbrojone AH-60L Arpia III, 10 UH-60A (zmodernizowane do wersji L) i siedem S-70i[46]. Podzielono je między wojsko i policję.
- Korea Południowa - w latach 1991–1999 wojsko otrzymało 150 S-70A-18 i S-70A-22 (UH-60P, HH-60P - do zadań specjalnych, VH-60P - VIP), zmontowane w kraju przez Korean Airlines[38].
- Litwa - w roku 2020 Litwa zamówiła cztery UH-60M, z pierwszą dostawą w drugiej połowie 2024 r., które mają zastąpić użytkowane do czasu zakończenia dostaw śmigłowce Mi-8T.[60]
- Łotwa - w roku 2018 Łotwa zamówiła cztery UH-60M, dla swoich sił zbrojnych, z dostawą pierwszej maszyny w 2020 r.[61] Miały one zastąpić używane do czasu zakończenia dostaw Mi-8MTW. Jednak w 2022 r. przejęły zadania dwóch Mi-17 oraz dwóch Mi-2, przekazanych w 2022 r. Ukrainie.[62]
- Malezja - w 1997 roku zakupiono dwa S-70A-34 (UH-60L) w wersji dla VIP[15].
- Maroko - w 1992 roku dostarczono dwa S-70A-26 (UH-60L) w wersji dla VIP[15].
- Meksyk - w 1991 roku dostarczono dwa S-70A-24 (UH-60L), a w 1994 dalsze cztery. W 2010 USA sfinansowały zakup kolejnych trzech UH-60M dla wojska. Policja federalna otrzymała siedem UH-60L i trzy UH-60M, policja stanu Jalisco otrzymała jeden S-70i.
- Polska
  - Policja - flota policji dysponuje obecnie 5 śmigłowcami S-70[63]i wyprodukowanych w PZL Mielec, służą głównie do realizacji zadań BOA[64]. Pierwsze dwie maszyny zostały dostarczone 30 listopada 2018 zgodnie z umową podpisaną 30 maja[65], a ostatni 3 śmigłowiec dostarczony został w marcu 2019 na mocy umowy podpisanej w listopadzie 2018.[66]
  - Wojska Specjalne - 25 stycznia 2019 Ministerstwo Obrony Narodowej zamówiło 4 śmigłowce S-70i dla Wojsk Specjalnych[67]. 20 grudnia 2019 maszyny zostały przyjęte na uzbrojenie[68]. 15 grudnia 2021 roku podpisano umowę na dostawy kolejnych 4 maszyn z dostawami do końca 2023 roku[69].
- Portugalia (FAP) - W 2022 zamówiono sześć używanych UH-60A dostosowanych do zadań gaśniczych w celu zastąpienia helikopterów Ka-32А11WS[70].
- Rumunia
  - W 2020 roku Departament Sytuacji Nadzwyczajnych w Ministerstwie Spraw Wewnętrznych Rumunii uruchomił przetarg na dostawę do 12 helikopterów do misji ratowniczych, patrolowych i przeciwdziałania klęskom żywiołowym. W grudniu 2021 podpisano umowę z PZL Mielec na sześć S-70M (trzy do operowania nad morzem i trzy lądowe). Pod koniec 2023 roku do SMURD (Serviciul Mobil de Urgență, Reanimare și Descarcerare) dostarczono cztery S-70M skonfigurowane do zadań poszukiwawczo-ratowniczych i transportu medycznego, dwa kolejne przeznaczono do zarządzania sytuacjami kryzysowymi, a siódmą maszynę otrzymała policja[71]. Zakup sfinansowano z funduszy Unii Europejskiej[72]. W 2024 roku zamówienie rozszerzono do ośmiu sztuk[73].
- Słowacja - w 2015 roku zamówiono dziewięć UH-60M za 261 mln USD z pakietem wsparcia logistycznego i szkoleniem[74]. Śmigłowce zakupiono w konfiguracji dla amerykańskiego wojska w ramach dwóch kontraktów wieloletnich dla US Army, aby uzyskać niższą cenę[75]. 26 czerwca 2017 dostarczono dwie sztuki[76]. Black Hawk zastępuje śmigłowce Mi-17.
- Stany Zjednoczone
  - (United States Army) – w latach 1978–1989 dostarczono 1082 UH-60A, około 160 przebudowano na wersje specjalistyczne[38]. Od 1989 do 2007 wyprodukowano około 599 UH-60L[77], a część UH-60A zmodernizowano[78]. Od 1990 do 1993 dostarczono około 45 MH-60L i 23 MH-60K wsparcia wojsk specjalnych[15]. W 2011 na wyposażenie 160th SOAR weszła wersja MH-60M, do 2015 zmodernizowano wszystkie MH-60K/L[79], około 61 sztuk[80]. W 2007 rozpoczęto seryjną produkcję UH-60M, a w 2008 roku wersji ewakuacji medycznej HH-60M[81]. Do 2016 roku do US Army dostarczono 792 UH-60M i 208 HH-60M[82], z zapotrzebowaniem na 956 UH-50M i 419 HH-60M[83]. Po 2019 roku 760 szt. starszych UH-60L zostanie zmodernizowanych do wersji UH-60V wyposażonej w cyfrową awionikę[7].
  - (United States Air Force) – od 1984 dostarczono 89 MH-60D i dziewięć HH-60E, które po 1990 doprowadzono do standardu combat search and rescue HH-60G. 20 UH-60A wojsk lądowych przebudowano na MH-60G dla USAF[38], później przemianowano je na HH-60G. Łącznie USAF dysponowało 112 HH-60G, z czego 13 utracono. W 2011 roku dostarczono dodatkowe trzy HH-60U (przebudowane z UH-60M US Army). W 2014 roku Lockheed Martin otrzymał kontrakt o wartości do 7,9 mld USD na dostawę do 112 HH-60W 60 Whiskey od 2019 do 2029 roku w ramach programu Combat Rescue Helicopter następcy HH-60G[84].
  - (United States Marine Corps) – w 1989 do eskadry prezydenckiej HMX-1 dostarczono dziewięć VH-60N Whitehawk[15].
- Szwecja (Flygvapnet) – w maju 2011 zamówiono 15 UH-60M[85] (lokalne oznaczenie HKP16). 19 grudnia pierwsze dostarczono do FMV[86], a 17 stycznia 2012 przekazano wojsku[87]. Zastąpiły AS332 Super Puma wycofane między 2013 i 2015[88]. Śmigłowce dostarczono pilnie, z dostawą w 18 miesięcy, aby w marcu 2013 cztery Black Hawki skierować do Afganistanu do zadań ewakuacji medycznej, ponieważ dostawy NHI NH90 opóźniły się i nie były operacyjne[89]. W związku z zakupem UH-60M 9 NH90 przeznaczono do zadań SAR, a 9 do ZOP[90].
- Tajlandia - od 2001 do 2005 dostarczono siedem S-70A-43 (UH-60L)[46]. W 2013 roku dostarczono dalsze trzy UH-60M[91].
- Tajwan
  - (ROCAF) – W 1986 dostarczono 10 S-70C-1A i cztery S-70C-1 do zadań ratowniczych. W 1998 dalsze cztery S-70C-6 (UH-60L)[92].
  - (wojska lądowe) – W 2010 zamówiono 60 UH-60M, dostawy rozpoczęły się w grudniu 2014 i potrwają do 2019[93], gdy zastąpią śmigłowce UH-1H.
- Turcja - w latach 1991–2011 wojsko zakupiło około 110 S-70A-17 (UH-60L). Turecka policja od 1988 odebrała 12 UH-60A, w tym dwa dla VIP, a w 2014 roku cztery S-70i. W 2017 roku rozbił się policyjny S-70A[94]. W 2014 roku Turcja zamówiła 109 śmigłowców T70 (S-70i produkowane w Turcji) dla wojsk lądowych, sił powietrznych, żandarmerii, sił specjalnych, wywiadu i dyrektoriatu ds. lasów[29]. Dostawy rozpoczęto z opóźnieniem w grudniu 2022 roku[95]. Do 2024 roku przekazano 18 T70[96].
- Zjednoczone Emiraty Arabskie (UAEAF) – w latach 2008–2010 zakupiono 20 S-70A (UH-60L), a w latach 2011–2013 dalsze 40 UH-60M[46]. 11 sierpnia 2017 roku ok. godziny 16:00 czasu lokalnego emiracki UH-60M Black Hawk rozbił się podczas wykonywania rutynowej misji bojowej przeciw rebeliantom nad terytorium prowincji Shabwa w Jemenie. W wyniku katastrofy zginęło 4 żołnierzy[97].

## Kultura popularna
- W amerykańskim filmie Helikopter w ogniu w reżyserii Ridleya Scotta przedstawiono autentyczne wydarzenia z operacji w Mogadiszu. Podczas akcji sił amerykańskich zestrzelono dwa śmigłowce MH-60 Black Hawk.